# خیابان پاستور
خیابان پاستور با شماره‌گذاری معابر خیابان ۱۴۶۶ تهران خیابانی شرقی-غربی در مرکز تهران و در شمال منطقه ۱۱ است. این خیابان به افتخار لویی پاستور دانشمند معروف فرانسوی نام‌گذاری شده است. ساختمان نهاد ریاست‌جمهوری ایران و دفتر بیت رهبری و انستیتو پاستور ایران در این خیابان قرار دارند.

## اهمیت
مراکز رده بالای ایران از جمله دفتر رهبری، حسینیه امام خمینی، نهاد ریاست جمهوری، شورای عالی امنیت ملی، شورای نگهبان، مجلس خبرگان رهبری، دبیرخانه قوه قضائیه، مرکز رسیدگی به امور مساجد در محله آذربایجان خیابان پاستور تهران قرار دارد. دورتادور منطقه پاستور، محله آذربایجان، خیابان کشور دوست، خیابان فلسطین جنوبی، خیابان دانشگاه و دوازدهم فروردین توسط نیروهای ویژه امنیتی مجموعه حفاظتی شهید مطهری سپاه حفاظت انصارالمهدی، و یگان حفاظتی ویژه مانند سپاه ولی امر، فرماندهی انتظامی،  پدافند هوایی ویژه ارتش تحت کنترل و تدابیر امنیتی قرار گرفته است. تردد به داخل این اماکن امنیتی فقط با خودروهای ویژه مقامات رده بالا و با پلاک ویژه قرمز (دولتی) و دیپلمات (سیاسی) و یا پلاک سبز ( ویژه یگان های حفاظتی و امنیتی نیروهای مسلح) با مجوز مخصوص امکان پذیر است.